# Gräsets sång
Gräsets sång är en dikt skriven av Karin Boye. Den ingår tillsammans med 33 andra dikter i hennes tredje diktsamling Härdarna, utgiven år 1927. 

## Bakgrund
Boyes lyrik handlar om enkla saker såsom hur man lever och borde leva. Hennes livserfarenheter har haft en stor inverkan på skrivandet då många av dikterna är reflektioner över hennes liv och livet i allmänhet. 
Språket är ofta mycket vackert och har en behaglig rytm. Men bakom detta ligger de sorgsna känslor som Boye ville förmedla i kluvenheten mellan att vilja och vara.

## Form och innehåll
Dikten består av 24 rader som in sin tur är uppdelade i tre stycken med 8 rader i vardera.  Det finns mellan 3 och 6 ord på varje rad, därav är dikten utformad med ordknapphet och sammanlagt består dikten av 94 ord. Hon har använt sig av natursymboler, vilket är ett typiskt stildrag för Boye. Symbolerna hon använt sig av är indirekta där dikten i helhet står för något annat än vad som sägs. 
Diktens innehåll består av personliga reflektioner från diktjaget som berättar om sitt inre lidande. Diktjaget har tidigare befunnit sig i en situation som tyngt ner den, "I går låg jag slagen
i skurarnas ström." men har bestämt sig för att gå vidare och glömma, "Nu reser jag mig tvagen ur förnedringens dröm." och "hör i morgonsuset med bävan livets eviga budord: 'Glöm!'". Diktjaget skriver "starkare än båda ut vintrarnas våda står jag i tusen vårar upp" vilket är ett bevis på att hon tar sig ur situationen. 
Med hjälp av anaforer (upprepningar i början på meningar och rader) skapar hon en mer sammanhållen dikt som både smyckar och ger språket kraft. 
i skurarnas ström.
i tidernas lek,
i de multnades bo.
i klargröna vävar
i gräsmarkens ro.
Jag läser i ljuset,
jag hör i morgonsuset
Jag blixtar såg splittra
Jag minns ej deras öden,

## Språk och stil
Stilnivån ligger på en normal nivå då det förekommer en del moderna ord men på grund av det äldre språket dras nivån mer åt det högtidliga hållet. 
Hon har till stor del använt sig av negativa ord, vilket ger en mer dyster effekt och ton på dikten, men skiftar vid ett fåtal tillfällen till positiva.  Rim är förekommande nästintill i hela dikten. Hon har använt sig av rim på varannan rad genom styckena förutom på de fyra sista raderna i varje stycke. Hon har valt att utelämna rim på de två sista raderna medan de två ovanstående har rim direkt efter varandra. Genom att ha använt rim konsekvent skapar hon en sammanhängande rytm och klang som gör dikten lätt att följa och den väl disponerade texten bidrar också till ett följsamt mönster.
Följande exempel är stilfigurer som går att identifiera i dikten:
- Utrop: Sista ordet i första stycket utgörs av ett utrop "...Glöm!" som betonar det enskilda ordet.
- Allitteration - stavelser i början av ord upprepas, "...skurarnas ström", "...vintrarnas våda...".
- Metafor - beskrivningar av bildspråk, "...gångnas ande bävar i klargröna vävar..."[3]